# 北九州市立清水小学校
北九州市立清水小学校（きたきゅうしゅうしりつきよみずしょうがっこう）は、福岡県北九州市小倉北区清水二丁目にある公立小学校。

## 沿革
- 1872年（明治5年） - 板櫃小学校として開校
- 1876年（明治9年） - 到津小学校に改称
- 1886年（明治19年） - 到津尋常小学校に改称
- 1887年（明治20年） - 板櫃尋常小学校に改称
- 1906年（明治39年） - 高等科を併設し板櫃尋常高等小学校に改称
- 1929年（昭和4年） - 小倉市立清水尋常小学校に改称
- 1941年（昭和16年） - 小倉市立清水国民学校に改称
- 1947年（昭和22年） - 小倉市立清水小学校に改称
- 1963年（昭和38年） - 北九州市立清水小学校に改称
- 2012年（平成24年） - 創立140周年記念式典を開催

## 交通
- 西鉄バス北九州清水交差点バス停下車 徒歩2分

## 卒業後の進路
公立学校の場合、北九州市立篠崎中学校に進学する。

## 周辺
- 九州歯科大学・九州歯科大学付属病院
- 九州栄養福祉大学
- 東筑紫短期大学
- 東筑紫学園高等学校・照曜館中学校
- 慶成高等学校
- 福岡県立小倉西高等学校
- 北九州市立篠崎中学校
- 小倉清水郵便局